# Нялінське сільське поселення
Ня́лінське сільське поселення (рос. Нялинское сельское поселение) — сільське поселення у складі Ханти-Мансійського району Ханти-Мансійського автономного округу Тюменської області Росії.
Адміністративний центр — село Нялінське.
Населення сільського поселення становить 857 осіб (2017; 916 у 2010, 1028 у 2002).

## Склад
До складу сільського поселення входять:
| Населений пункт      | Населення, осіб (2002) | Населення, осіб (2010) |
| -------------------- | ---------------------- | ---------------------- |
| Няліна, присілок     | 70                     | 81                     |
| Нялінське, село      | 722                    | 611                    |
| Пир'ях, селище       | 226                    | 217                    |
| Скрипунова, присілок | 10                     | 7                      |